# Dave Matthews Band

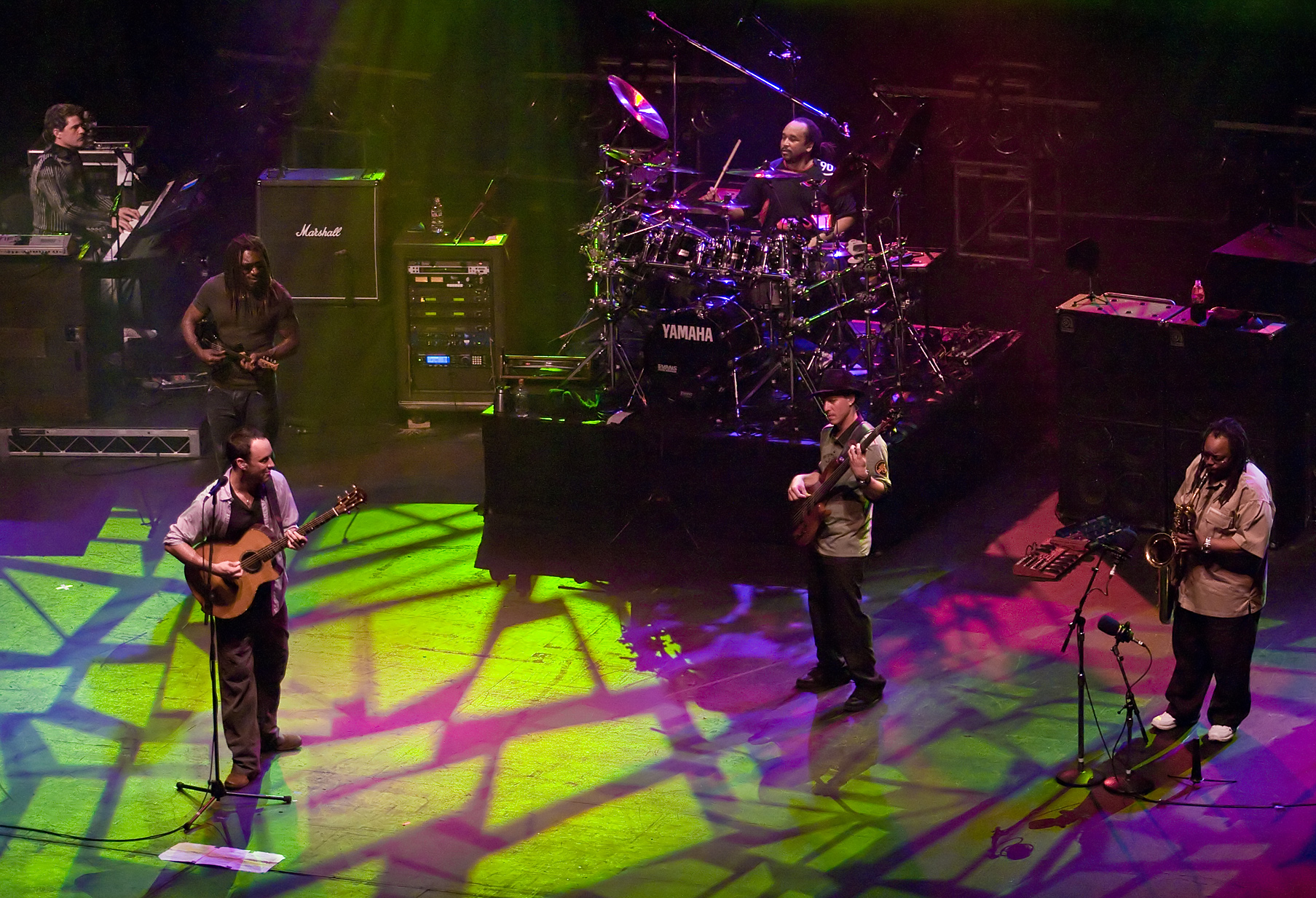
Dave Matthews Band in Melbourne, 2005

Dave Matthews Band, vaak afgekort tot DMB, is een Amerikaanse rockgroep die begin 1991 werd opgericht in de stad Charlottesville (Virginia).

## Geschiedenis
Zanger-gitarist Dave Matthews haalde in 1991 muzikanten uit de plaatselijke jazzscene bij elkaar - aanvankelijk alleen om een demo van door hemzelf geschreven liedjes op te nemen. Het klikte echter zo goed tussen de samengeraapte sessiemuzikanten dat ze besloten bij elkaar te blijven. Dankzij veel optredens groeiden de DMB-leden binnen korte tijd uit tot lokale muziekhelden.
Eind 1993 verscheen het eerste album, een live-album getiteld 'Remember Two Things', op een klein platenlabel. Hoewel de band nog alleen in de omgeving bekend was, haalde de plaat de gouden status. Dankzij talloze live-optredens groeide het aantal fans snel en opmerkelijk genoeg vond DMB het goed dat deze fans privé-opnames maakten van de optredens. Een jaar later bracht de band op hetzelfde label het mini-album 'Recently' uit.
Daarna bood RCA de band een platencontract aan en 'Under the Table and Dreaming' verscheen begin 1994, gevolgd door hun eerste Amerikaanse tour en een aantal optredens in Europa. Inmiddels genoot DMB landelijke bekendheid. In 1995 waren er al meer dan 4 miljoen exemplaren van 'Under the Table and Dreaming' verkocht, goed voor viermaal platina. Hun volgende album, 'Crash', kwam in 1996 op nummer 2 binnen in de Billboard Album Top 200. De plaat was complexer en had meer uitgesponnen instrumentale stukken dan de voorganger. Een jaar later verscheen een live dubbelalbum om de fans een alternatief te bieden voor de talloze illegale bootlegs die verspreid werden. 
Op 19 augustus 2008 overleed de saxofonist van de band, LeRoi Moore, aan de gevolgen van een ongeluk met zijn terreinwagen. Op 2 juni 2009 kwam het 'Big Whiskey And The Groogrux King' album uit.
Door de jaren heen kwamen en gingen verschillende bandleden. De huidige bezetting bestaat uit zeven muzikanten.
Inmiddels heeft de band 12 studio albums en meer dan 50 live albums uitgebracht. 
Na 2009 maakte de band de studioalbums Away from the world (2012), Come Tomorrow (2018) en  Walk Around The Moon (2023).
DMB is in 2024 opgenomen in de Rock Hall of Fame. 

## Albums
- 1993: Remember Two Things
- 1994: Recently
- 1994: Under The Table And Dreaming
- 1995: DMB Live Trax Vol.5, Rochester Hill, MI, 8.23.95
- 1995: Recently
- 1996: Crash
- 1996: DMB Live Trax Vol. 4, Richmond, VA, 4.30.96
- 1996: DMB Live Trax Vol. 7, Hampton, VA, 12.31.96
- 1997: Live at Red Rocks
- 1998: Before These Crowded Streets
- 1998: DMB Live Trax Vol. 1, Worcester, MA 12.8.98
- 1999: Live At Luther College
- 1999: Listener Supported
- 2000: DMB Live Trax Vol. 3, Hartford, CT, 8.27.00
- 2000: DMB Live Trax Vol. 11, Saratoga Springs, NY 8.29.00
- 2000: The Lillywhite Sessions
- 2000: The Warehouse 5 Vol. 1
- 2001: Everyday
- 2001: The Lillywhite Sessions
- 2001: Live At Chicago
- 2002: Busted Stuff
- 2002: Live At Folsom Field
- 2002: The Gorge
- 2002: The Warehouse 5 Vol. 2
- 2003: A Limited Edition Companion to The Central Park Concert
- 2003: True Reflections
- 2003: Some Devil
- 2003: Central Park Concert
- 2003: The Warehouse 5 Vol. 3
- 2004: DMB Live Trax Vol. 2, San Francisco, CA, 9.12.04
- 2004: DMB Live Trax Vol. 8, East Troy, WI, 8.7.04
- 2004: Live at The Gorge
- 2004: The Warehouse 8 Vol. 1
- 2005: Stand Up
- 2005: The Complete Weekend on the Rocks
- 2005: The Warehouse 8 Vol. 2
- 2006: DMB Live Trax Vol. 6, Boston, MA. 7.7-8.06
- 2007: Cincinnati
- 2007: DMB Live Trax Vol. 9, Las Vegas, NV. 3.23-24.07
- 2007: DMB Live Trax Vol. 10, Lisbon, Portugal, 5.25.07
- 2007: Live at Piedmont Park
- 2007: Summer Tour Sampler
- 2009: Big Whiskey And The GrooGrux King
- 2009: Live From Lucca
- 2010: Live in New York City
- 2011: Live at Wrigley Field
- 2011: Live in Atlantic City
- 2012: Away From The World
- 2016: Live at Sweet Briar College (Dave solo)
- 2018: Come Tomorrow
- 2023: Walk Around the Moon

## Hitlijsten

### Albums
| Album met eventuele hitnotering(en) in de Nederlandse Album Top 100 | Datum van verschijnen | Datum van binnenkomst | Hoogste positie | Aantal weken | Opmerkingen |
| ------------------------------------------------------------------- | --------------------- | --------------------- | --------------- | ------------ | ----------- |
| Big Whiskey And The GrooGrux King                                   | 05-06-2009            | 13-06-2009            | 99              | 1            |             |
| Away from the world                                                 | 2012                  | 13-10-2012            | 90              | 1*           |             |

### Singles
| Single met eventuele hitnotering(en) in de Nederlandse Top 40 | Datum van verschijnen | Datum van binnenkomst | Hoogste positie | Aantal weken | Opmerkingen |
| ------------------------------------------------------------- | --------------------- | --------------------- | --------------- | ------------ | ----------- |
| The space between                                             | 2002                  | 12-01-2002            | tip3            | -            |             |

## Live Trax reeks
In de Live Trax reeks verschenen tot op heden 38 delen, Live Trax Vol. 1 tot en met Live Trax Vol. 38.